# Allendorf (Eder)
Allendorf település Németországban, Hessen tartományban. Lakosainak száma 7649 fő (2023. december 31.).

## Népesség
A település népességének változása:
| Lakosok száma | 5580 | 5602 | 5568 | 5600 | 5808 | 7649 |
|               | 2014 | 2017 | 2019 | 2021 | 2022 | 2023 |